# Бимёлен
Бимёлен (нем. Bimöhlen) — община в Германии, в земле Шлезвиг-Гольштейн. 
Входит в состав района Зегеберг. Подчиняется управлению Бад Брамштедт-Ланд.  Население составляет 953 человека (на 31 декабря 2010 года). Занимает площадь 17,23 км².